# Francisco de Asís Masferrer y Arquimbau
Francisco de Asís Masferrer y Arquimbau (1851-1907) fue un profesor, escritor y filósofo español.

## Biografía
Nacido en 1851 en la localidad barcelonesa de Vich, se licenció en Derecho Civil y Canónico y se doctoró en Filosofía y Letras. Obtuvo por oposición la cátedra de psicología del instituto de segunda enseñanza de Ponferrada y después, también por oposición, las de la misma materia de Teruel, Oviedo y Lérida. Escribió poesías en catalán, inéditas en su mayor parte, y colaboró en La Garba montanyesa. En el semanario La Veu del Monserrat publicó varios artículos filosóficos y un estudio sobre el movimiento regional literario de Galicia y Asturias. En el círculo literario de Vich, en 1873, dio una conferencia sobre el tema de la filosofía práctica. Fue mantenedor de los juegos florales de Barcelona en 1874. Habría fallecido en 1907.
Entre sus obras se encontraron un Programa razonado de un curso de filosofía elemental (1881, dos tomos), un Resumen de un curso de filosofía elemental (1884) y un Resumen de las elecciones expuestas en el curso de filosofía elemental (1891).